# 机器人法则
机器人法则  是指应用于机器人的法则。这些法则的目的是创造一个基本框架，以让机器人在工作时拥有一定程度的“自我约束” 。虽然这样复杂的机器人目前还没有被制造出来，但机器人法则却已被广泛应用在在科幻，电影之中。以及机器人研发领域中的“机器人”和“人工智能”领域上。

机器人法则包括机器人的使用和应用的法则。这是因为今天的法则和技术术语变得越来越难以在机器人领域中应用。机器人定律是对先进的机器，是为不断增加的配备人工智能机器人的自主性的状况评估及法则上的讨论。这种讨论是对机器人所应该履行法则权利和义务（不仅仅是传统的法则类型）所进行的重新评估。

最有名的一套机器人法则是“机器人三定律”，它由艾萨克·阿西莫夫在20世纪40年代提出。或者研究人员根据它所提出的其他的机器人法则。

## 艾萨克·阿西莫夫的“机器人三定律”
最有名的一套机器人法则是阿西莫夫所提出的的“机器人三定律”。来自于他在1942年的短篇小说推出的小说“《我，机器人》”中。

机器人三定律如下：
1. 第一法则：机器人不得伤害人类，或坐视人类受到伤害；
2. 第二法则：除非违背第一法则，机器人必须服从人类的命令；
3. 第三法则：在不违背第一及第二法则下，机器人必须保护自己。

在阿西莫夫之后所出版的书中，他又增加了一条：
- 机器人不得伤害人类群体，或坐视人类群体受到伤害；